# Stuttgarter Gruppe/Schule
Die Stuttgarter Gruppe/Schule war eine Vereinigung, die sich früh um die Förderung experimenteller Literatur und Kunst bemüht hat. 
Die Stuttgarter Gruppe war eine seit Ende der 1950er Jahre im soziologischen Sinne offene Gruppe um Max Bense, zu der im engeren Sinne die Stuttgarter Helmut Heißenbüttel und Reinhard Döhl, Günter Neusel sowie die nicht in Stuttgart lebenden Autoren Ludwig Harig, Franz Mon und seit 1963 auch Ernst Jandl gerechnet werden können, ferner Künstler und Musiker. Zu nennen wären ferner ein zeitweilig vorrangiges Interesse an visueller, konkreter und künstlicher Poesie, die Bereitschaft zum Dialog (Gemeinschaftsarbeiten) und die internationalen Kontakte nach Brasilien (Noigandres), Japan (Shutaro Mukai), Frankreich (Ilse und Pierre Garnier), Prag (Bohumila Grögerová, Josef Hiršal, Jiří Kolář) und London.
Als eigentlicher Namensgeber der so apostrophierten „Stuttgarter Schule“ rund um Max Bense wird der beim damaligen Süddeutschen Rundfunk (SDR) als Hörspieldramaturg beschäftigte Schriftsteller Manfred Esser genannt, der 1963 auf einer Tagung der französischen Gruppe Tel Quel in der Normandie über die Theorien dieser „Schule“ in Stuttgart sprach, wonach in französischen und deutschen Zeitungen diese Bezeichnung aufgegriffen wurde. Einer der damals entstandenen Dokumentarfilme, welcher der Stuttgarter Schule zugeordnet wird, ist Schützenfest in Bahnhofsnähe – Beobachtungen auf dem Dorfe aus dem Jahr 1961.
Unter Stuttgarter Schule sind (nicht nur) Wissenschaftler zu rechnen, die zu den Stuttgarter Forschungsschwerpunkten beigetragen und zur Semiotik, zur Informationsästhetik und der Programmierung von Kunst bzw. zu ihrer historischen Voraussetzungen veröffentlicht haben.
„Die Stuttgarter Gruppe war eine im soziologischen Sinne offene (offen gehaltene) Gruppe. [...]. Nach unserer einzigen manifesten Äußerung verstand sich die Stuttgarter Gruppe in einer Tradition seit der Kunstrevolution, bemüht, die Grenzen zwischen den einzelnen Kunstarten offen zu halten und das Produzieren von Kunst mit dem Reden über Kunst zu verbinden“ sagte Reinhard Döhl in einem Interview.
Heutige Netzprojekte berufen sich auf die Leistungen der Stuttgarter Gruppe. 